# Экселл, Артур Уоллис
Артур Уоллис Экселл (англ. Arthur Wallis Exell, 21 мая 1901 — 1993) — британский (английский) ботаник.

## Биография
Артур Уоллис Экселл родился в Бирмингеме 21 мая 1901 года.
Экселл был членом Лондонского Линнеевского общества и других научных обществ.
Он внёс значительный вклад в ботанику, описав множество видов семенных растений.
Артур Уоллис Экселл умер в 1993 году.

## Научная деятельность
Артур Уоллис Экселл специализировался на семенных растениях.

## Некоторые публикации
- Conspectus Florae Angolensis, 1937.
- Catalogue of the Vascular Plants of Sao Tomé, 1946.

## Почести
Род растений Exellia Boutique был назван в его честь.
В его честь были также названы следующие виды растений:
- Barleria exellii Benoist[4]
- Hermbstaedtia exellii (Suess.) C.C.Towns.[5]
- Anisophyllea exellii P.A.Duvign. & Dewit[6]
- Piptostigma exellii R.E.Fr.[7]
- Anthericum exellii Poelln.[8]
- Marsdenia exellii C.Norman[9]
- Anisopappus exellii Wild[10]
- Impatiens exellii G.M.Schulze[11]
- Combretum exellii Jongkind[12]
- Kalanchoe exellii Raym.-Hamet[13]
- Geranium exellii J.R.Laundon[14]
- Perlebia exellii (Torre & Hillc.) A.Schmitz[15]
- Phragmanthera exellii Balle ex Polhill & Wiens[16]
- Hibiscus exellii Baker f.[17]
- Memecylon exellii A.Fern. & R.Fern.[18]
- Tridactyle exellii P.J.Cribb & Stévart[19]
- Pavetta exellii Bremek.[20]
- Psychotria exellii R.Alves, Figueiredo & A.P.Davis[21]
- Sabicea exellii G.Taylor[22].